# Gorges de Baudinard
Les gorges de Baudinard sont des gorges de France situées dans les Alpes-de-Haute-Provence et le Var, en aval du barrage de Sainte-Croix, sur le cours du Verdon.
Elles tiennent leur nom du village de Baudinard-sur-Verdon situé à deux kilomètres au sud en rive gauche. L'extrémité amont des gorges est occupée par le barrage de Sainte-Croix et franchie par le pont de Sainte-Croix au-dessus de l'extrémité sud-ouest du lac de Sainte-Croix. Le sentier de grande randonnée de pays Tour du Lac de Sainte-Croix domine la rivière dans les gorges en rive gauche. Juste à la sortie des gorges s'étend le petit lac de Montpezat formé par le barrage de Quinson.

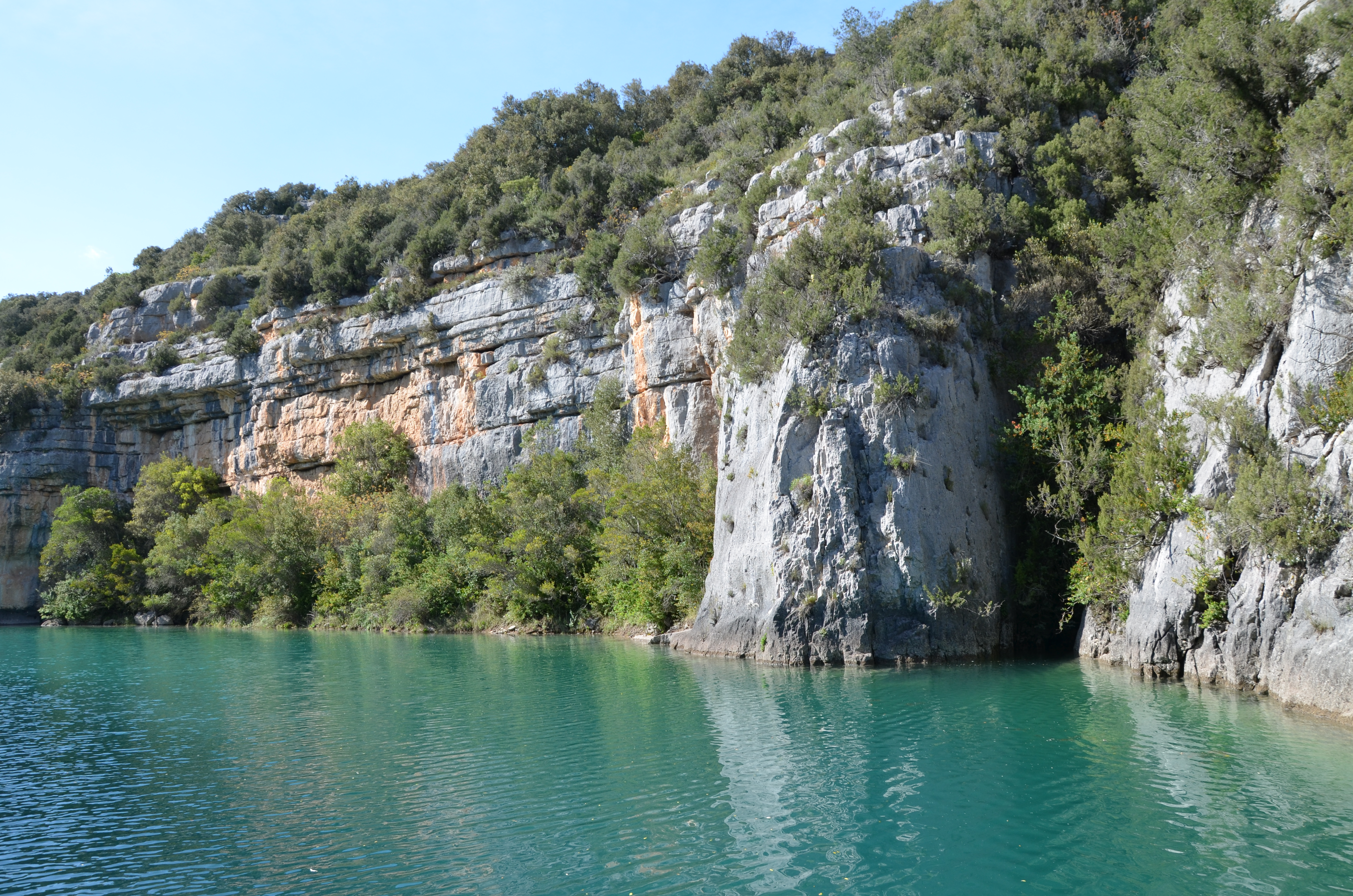
Paysage des gorges.

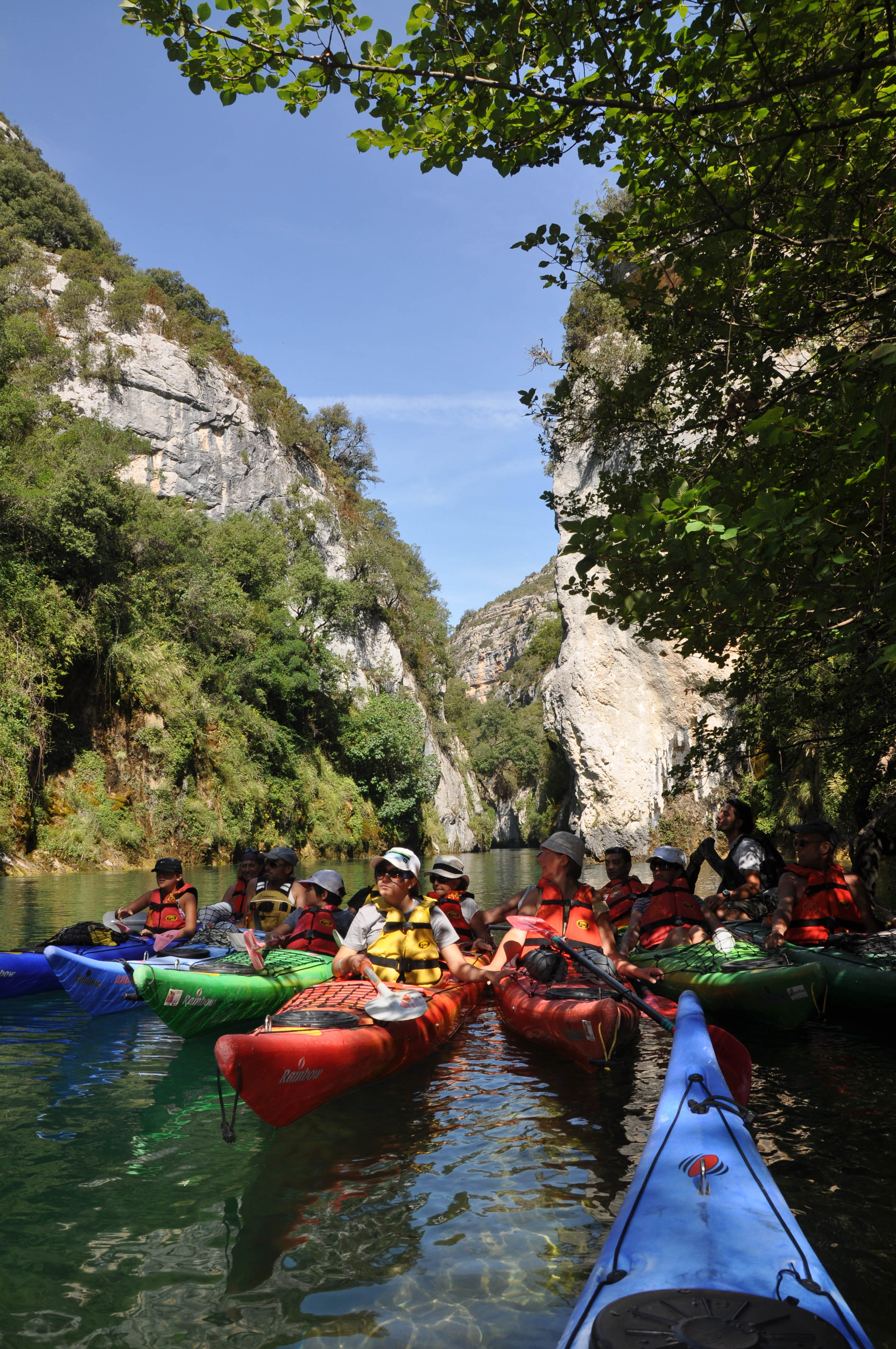
Kayaking dans les gorges.